# Liste der Bodendenkmale in Osdorf
In der Liste der Bodendenkmale in Osdorf sind die Bodendenkmale der Gemeinde Osdorf nach dem Stand der Bodendenkmalliste des Archäologischen Landesamts Schleswig-Holstein von 2016 aufgelistet. Die Baudenkmale sind in der Liste der Kulturdenkmale in Osdorf aufgeführt.
| Denkmal-ID           | Befundart               | Bezeichnung | Zeitstellung | Lage | Bemerkungen | Bild |
| -------------------- | ----------------------- | ----------- | ------------ | ---- | ----------- | ---- |
| aKD-ALSH-Nr. 003 401 | Grabmal > Großsteingrab | Steinkammer | Neolithikum  |      |             |      |